# Амендуэйра
Амендуэ́йра (порт. Amendoeira) — район (фрегезия) в Португалии, входит в округ Браганса. Является составной частью муниципалитета Маседу-ди-Кавалейруш. По старому административному делению входил в провинцию Траз-уш-Монтиш и Алту-Дору. Входит в экономико-статистический субрегион Алту-Траз-уш-Монтиш, который входит в Северный регион. Население составляет 490 человек на 2001 год. Занимает площадь 15,54 км².